# Saint-Thomas Becket (Bénodet)
Die Kirche Saint-Thomas Becket in Bénodet im Département Finistère entwickelte sich aus einer im zwölften Jahrhundert angelegten Kapelle. Später wurde sie gotisch überbaut bzw. erweitert und zählt damit zu den ältesten gotischen Kirchen der Bretagne. Die Kirche erhebt sich in unmittelbarer Nähe des Hafens von Bénodet und wurde 1928 als Monument historique klassifiziert.